# Нове Середньовіччя
Нове середньовіччя — концепція суспільно-політичного ладу, який приходить на зміну Новому Часу та має спільні риси з середньовіччям. 

## Історія та основні ідеї
Першим термін «Нове Середньовіччя» у 1799 році запропонував Новаліс у творі «Християнство та Європа». За його думкою, Просвітництво, яке знищує все позитивне у культурі, може спровокувати виникнення оновленого християнства, що знаменує нове середньовіччя та прихід якого Новаліс трактує як позитивне явище.  
У книзі Миколи Бердяєва «Нове Середньовіччя», що вийшла у 1924 році, стверджується, що історія Нового Часу закінчується, разом з нею закінчується такі її риси, як гуманізм, раціоналізм, лібералізм, демократизм. Їм на зміну прийде повернення до релігії, ієрархії та творчості. Бердяєв бачить дві можливі форми нового ладу, хибний через комунізм та справжній через церкву.
Інший представник російської релігійної філософії Павло Флоренський вважав, що Нове Середньовіччя має принести більш цілісну культуру, та використовував термін у позитивному значенні.
У той же час західні мислителі Освальд Шпенглер, Арнольд Тойнбі, Джордж Коллінґвуд  писали про загибель класичної західної цивілізації і повернення до часів «нового варварства», прообразом яких виступали
перші «темні віки» після краху Римської імперії. В їхній оцінці новий порядок, що мав прийти, оцінювався негативно.
Одразу після Другої світової війни концепція не мала розвитку, доки у 1973 році не вийшла книга Роберто Вакка «Найближче середньовічне майбутнє», яка розпочала нову хвилю інтересу до теми.

У 1977 Хедлі Булл в "Анархічному суспільстві: дослідження порядку в світовій політиці" для опису ерозії державного суверенітету в сучасному глобалізованому світі писав: 
 Можливо також, що суверенні держави можуть зникнути і замінити їх не світовим урядом, а сучасним і світським еквівалентом типу універсальної політичної організації, що існувала в західному християнському світі в середні віки. У цій системі жоден правитель чи держава не були суверенними в сенсі верховенства над певною територією та її християнським  населенням; кожен повинен був поділити владу з васалами внизу, а також з Папою та (у Німеччині та Італії) Священним римським імператором нагорі. Універсальний політичний порядок західного християнства являє собою альтернативу системі держав, яка ще не втілює універсальний уряд.  
 Таким чином, Булл припустив, що суспільство може рухатись до "нового медієвелізму" або "неомедіавіальної форми загального політичного порядку", в якій окремі уявлення про права та зростаюче почуття "загального світового блага" підривали національний суверенітет . Він запропонував, що така система може допомогти "уникнути класичних небезпек системи суверенних держав за рахунок перехрещених структур і наскрізної лояльності, які об'єднують усі народи в універсальному суспільстві, одночасно уникаючи концентрації, властивої світовому уряду", хоча "якби це було щось подібне до прецеденту західного християнства, воно містило б більше всюдисущого і постійного насильства та невпевненості, ніж система сучасних держав ".
У цьому читанні глобалізація спричинила створення міжнародної системи, що нагадує середньовічну, де політичну владу здійснював цілий ряд нетериторіальних та дублюючих агентів, таких як релігійні органи, князівства, імперії та міста-держави, а не єдиний політичний авторитет держави, яка має повний суверенітет над своєю територією. Порівнянні процеси, що характеризують "нове середньовіччя" Булла, включають зростаючі повноваження регіональних організацій, таких як Європейський Союз, а також розповсюдження субнаціональних урядів, таких як Шотландія та Каталонія . Вони кидають виклик виключному авторитету держави. Приватні військові компанії, багатонаціональні корпорації та відродження світових релігійних рухів (наприклад, політичний іслам ) аналогічно свідчать про зменшення ролі держави та децентралізацію влади та повноважень. 
Італійський письменник та медієвіст Умберто Еко в ранніх роботах стверджував, що зв'язок сучасності та середньовіччя більший, ніж про це звикли думати. У 1994 виходить його есе «Середні віки вже почались», яке було відповіддю на книгу Вакка «Найближче середньовічне майбутнє». Еко порівнює періоди Римської та «Великої Американської» імперій, будуючи гіпотетичну модель нового середньовіччя. Полемізуючи з похмурими пророцтвами Вакко, він стверджує, що середньовічні кризи були завдатком подальшого розвитку та створення сучасного світу.
Стівен Дж. Кобрин у 1998 році у статті під назвою "Назад у майбутнє: неомедієвізм та постмодерністська цифрова світова економіка" у журналі міжнародних справ  стверджував, що традиційна суверенна держава, яку ми звикли бачити в межах певних територіальних кордонів, знаходиться на межі докорінної зміни або навіть зникнення завдяки цифровій світовій економіці, створеній Інтернетом. Він припускає, що кіберпростір - це територіальний домен, що діє за межами юрисдикції національного законодавства. 
Ентоні Кларк Аренд у своїй книзі «Юридичні правила та міжнародне суспільство» 1999 року стверджував, що міжнародна система рухається до «неосередньовічної» системи, а тенденції, які Булл зазначив у 1977 році, стали ще більш вираженими у кінці ХХ століття.
Брюс Холсінгер у "Неомедієвізмі, неоконсерватизмі та війні з терором" стверджував, що неоконсерватори "використали концептуальну слизькість неомедієвізму для власних тактичних цілей". Філіп Г. Черні у статті "Неомедієвізм, громадянська війна і нова дилема безпеки" (1998)  розглядає неомедієвіонізм як негативний розвиток, і стверджує, що сили глобалізації все більше підривають національні держави та міждержавні форми управління "шляхом наскрізних зв'язків. серед різних економічних секторів та соціальних зв'язків", називаючи глобалізацію "міцним розладом", що врешті-решт призводить до появи нових дилем, пов'язаних із безпекою, що мали аналогії в середні століття. Черні виділяє шість характеристик світу Нового Середньовіччя, які сприяють цьому розладу: декілька конкуруючих установ; нерівномірна консолідація нових просторів, розколів та конфліктів; фрагментованість вірності та ідентичності; порушення прав власності; поширення "сірих зон" поза законом. 

## Дослідження
- Defining Neomedievalism(s) I, ed. by K. Fugelso, Studies in Medievalism, 19 (Cambridge: Brewer, 2010), ISBN 9781843842286
- Defining Neomedievalism(s) II, ed. by K. Fugelso, Studies in Medievalism, 20 (Cambridge: Brewer, 2011), ISBN 9781843842675
- Neo-Medievalism in the Media: Essays on Film, Television, and Electronic Games, ed. by Carol L. Robinson (Mellen, 2012), ISBN 9780773426627
- Comparative Neomedievalisms, ed. by Daniel Lukes, special issue of Postmedieval, 5.1 (Spring 2014)
- Neomedievalism, Popular Culture, and the Academy: From Tolkien to Game of Thrones, by KellyAnn Fitzpatrick (Cambridge: Brewer, 2019), ISBN 9781843845416
- U.S.-China Rivalry in a Neomedieval World: Security in an Age of Weakening States, by Timothy R. Heath, Weilong Kong, Alexis Dale-Huang (RAND Corporation, 2023), ISBN 978-1-9774-1097-9, doi:10.7249/RRA1887-1